# Natação nos Jogos Paralímpicos de Verão de 2012 - Revezamento 4x100 m medley 34 pontos masculino
A competição de revezamento 4x100 metros medley masculino da natação nos Jogos Paralímpicos de Verão de 2012 foi disputada no dia 8 de setembro no Centro Aquático de Londres, na capital britânica. 
Participaram desse evento equipes nacionais formadas por quatro nadadores de diferentes classes. Em uma equipe, a soma da pontuação dos 4 nadadores não deve ultrapassar 34 pontos.

## Medalhistas
|  | CHN China                                      |  | RUS Rússia                                                        |  | AUS Austrália                                              |
|  | Liu Xiaobing Lin Furong Wei Yanpeng Wang Yinan |  | Konstantin Lisenkov Pavel Poltavtsev Eduard Samarin Denis Tarasov |  | Michael Anderson Matthew Cowdrey Brenden Hall Matthew Levy |

## Eliminatórias

### Eliminatória 1
| Pos. | Raia | País               | Nadadores                                                                   | Tempo   | Notas |
| ---- | ---- | ------------------ | --------------------------------------------------------------------------- | ------- | ----- |
| 1    | 3    | GBR Grã-Bretanha   | Jonathan Fox Jack Bridge James Hollis Thomas Young                          | 4:22.79 | Q     |
| 2    | 4    | RUS Rússia         | Andrey Gladkov Denis Dorogaev Evgeny Zimin Dmitry Grigorev                  | 4:24.45 | Q     |
| 3    | 6    | USA Estados Unidos | Michael Prout Joe Wise Cody Bureau Lantz Lamback                            | 4:30.53 | Q     |
| 4    | 5    | BRA Brasil         | André Brasil Carlos Alberto Lopes Maciel Phelipe Rodrigues Adriano de Lima  | 4:33.04 | Q     |
| 5    | 2    | DEN Dinamarca      | Niels Korfitz Mortensen Mikkel Asmussen Lasse Winther Andersen Kasper Zysek | 4:43.18 |       |

### Eliminatória 2
| Pos. | Raia | País          | Nadadores                                                                           | Tempo   | Notas |
| ---- | ---- | ------------- | ----------------------------------------------------------------------------------- | ------- | ----- |
| 1    | 4    | AUS Austrália | Michael Auprince Rick Pendleton Andrew Pasterfield Matthew Haanappel                | 4:24.70 | Q     |
| 2    | 3    | CHN China     | Liu Xiaobing Liu Ruijin Wang Jiachao Song Maodang                                   | 4:25.46 | Q     |
| 3    | 5    | UKR Ucrânia   | Iaroslav Semenenko Iurii Martynov Andriy Sirovatchenko Maksym Isaiev                | 4:25.52 | Q     |
| 4    | 6    | ESP Espanha   | Ander Romarate Aguirre Javier Crespo Jaime Bailón Galindo José Antonio Mari Alcaraz | 4:31.85 | Q     |
| 5    | 2    | GER Alemanha  | Lucas Ludwig Torben Schmidtke Martin Schulz Christoph Burkard                       | 4:38.94 |       |

## Final
| Pos.   | Raia | País               | Nadadores                                                                           | Tempo   | Notas           |
| ------ | ---- | ------------------ | ----------------------------------------------------------------------------------- | ------- | --------------- |
| Ouro   | 6    | CHN China          | Liu Xiaobing Lin Furong Wei Yanpeng Wang Yinan                                      | 4:09.04 | Recorde mundial |
| Prata  | 5    | RUS Rússia         | Konstantin Lisenkov Pavel Poltavtsev Eduard Samarin Denis Tarasov                   | 4:09.08 | Recorde europeu |
| Bronze | 3    | AUS Austrália      | Michael Anderson Matthew Cowdrey Brenden Hall Matthew Levy                          | 4:14.97 |                 |
| 4      | 2    | UKR Ucrânia        | Maksym Isaiev Andriy Kalyna Andriy Sirovatchenko Yevheniy Bohodayko                 | 4:15.48 |                 |
| 5      | 4    | GBR Grã-Bretanha   | James Crisp Jack Bridge Sean Fraser Thomas Young                                    | 4:20.54 |                 |
| 6      | 7    | USA Estados Unidos | Justin Zook Rudy Garcia-Tolson Ian Jaryd Silverman Lantz Lamback                    | 4:26.04 |                 |
| 7      | 8    | BRA Brasil         | Daniel Dias Carlos Alberto Lopes Maciel André Brasil Phelipe Rodrigues              | 4:28.50 |                 |
| 8      | 1    | ESP Espanha        | Ander Romarate Aguirre Javier Crespo Jaime Bailón Galindo José Antonio Mari Alcaraz | 4:31.04 |                 |

Legenda
| Recorde mundial      | Recorde mundial (World record)               |                       | Recorde africano                      | Recorde africano (African) |                                           | Q | Classificado por posição (Qualified) |
| Recorde paralímpico  | Recorde paralímpico (Paralympic record)      | Recorde da América    | Recorde da América (Americas)         | q                          | Classificado por melhor tempo (Qualified) |   |                                      |
| Melhor marca do ano  | Melhor marca do ano (World leading)          | Recorde asiático      | Recorde asiático (Asian)              | DNS                        | Não largou (Did not start)                |   |                                      |
| Recorde nacional     | Recorde nacional (National record)           | Recorde europeu       | Recorde europeu (European)            | DNF                        | Não terminou (Did not finish)             |   |                                      |
| Recorde pessoal      | Recorde pessoal do atleta (Personal best)    | Recorde da Oceania    | Recorde da Oceania (Oceania)          | DSQ / DQ                   | Desclassificado (Disqualified)            |   |                                      |
| Recorde da temporada | Recorde da temporada do atleta (Season best) | Recorde sul-americano | Recorde sul-americano (South America) | NM                         | Sem marca (No mark)                       |   |                                      |